# Edis Elkasević
Edis Elkasević (Prijedor, 18. veljače 1983.) hrvatski je atletski trener i bivši natjecatelj u bacanju kugle i diska. Bio je hrvatski rekorder u bacanju kugle.

## Atletska karijera
Njegov atletski talent otkrio je Ivan Ivančić, koji je osim njega trenirao i kladivašicu Ivanu Brkljačić.
Osvajač je zlatnog odličja u bacanju kugle na Svjetskom juniorskom prvenstvu 2002. u Kingstonu, gdje je pobijedio s novim svjetskim rekordom (21,47 m).
Unatoč uspješnoj juniorskoj karijeri, u seniorskoj konkurenciji nije uspio ostvariti znajčajnije rezultate. Za Hrvatsku je upisao nastup na Olimpijskim igrama u Ateni i Svjetskom prvenstvu u Helsinkiju. Jedino seniorsko odličje osvojio je na Mediteranskim igrama 2005. u Almeriji, gdje je bio zlatni s 20,28 metara.
Uz zlato na Mediteranskim igrama, 2005. ostvario je i drugo mjesto na Hanžekovićevom memorijalu te postavio novi hrvatski seniorski rekord na mitingu u slovenskom Velenju (20,94 metra).

## Trenerska karijera
Trener je Sandre Perković koja je pod njegovim vodstvom osvojila Svjetski naslov i Dijamantnu ligu.